# HD 137388
HD 137388は、地球からふうちょう座の方向に約130光年離れた位置にある9等級の恒星である。

## 概要
| 太陽 | HD 137388 |
| ---- | --------- |
| 太陽 | Exoplanet |

太陽の9割弱ほどの質量と半径を持ち、表面温度は太陽より低いためK型主系列星もしくはK型準巨星に分類される。
2011年にドップラー分光法（視線速度法）による観測で、HD 137388を公転する太陽系外惑星HD 137388 bが発見された。HD 137388 bはやや潰れた楕円軌道を1年弱の公転周期で公転しており、下限質量は土星よりやや小さい。
| 名称 （恒星に近い順） | 質量              | 軌道長半径 （天文単位） | 公転周期 (日) | 軌道離心率  | 軌道傾斜角 | 半径 |
| --------------------- | ----------------- | ----------------------- | ------------- | ----------- | ---------- | ---- |
| b (Kererū)            | ≥0.223 ± 0.029 MJ | 0.89 ± 0.02             | 330+2 −4      | 0.36 ± 0.12 | —          | —    |

## 名称
2019年、世界中の全ての国または地域に1つの系外惑星系を命名する機会を提供する「IAU100 Name ExoWorldsプロジェクト」において、HD 137388系はニュージーランドに割り当てられる惑星系となった。このプロジェクトは、「国際天文学連合100周年事業」の一環として計画されたイベントの1つで、ニュージーランド国内での選考、国際天文学連合 (IAU) への提案を経て太陽系外惑星とその主星に固有名が承認されるものであった。2019年12月17日、IAUから最終結果が公表され、HD 137388はKaraka、HD 137388 bはKererūと命名された。これらはニュージーランドの固有種で共生関係にある動植物のマオリ語での呼び名に由来しており、Karaka は明るいオレンジ色の果肉を持つ果実を実らせるコリノカルプス科の常緑樹に、Kererū はニュージーランドバトに、それぞれちなんで名付けられた。